# Lijst van afleveringen van Beauty and the Beast
Dit is een lijst van afleveringen van de Amerikaanse televisieserie Beauty and the Beast.

## Afleveringen

### Seizoen 1
| Nr.  | Titel aflevering             | Originele uitzenddatum |
| ---- | ---------------------------- | ---------------------- |
| 1.01 | Once Upon a Time in New York | 25-9-1987              |
| 1.02 | Terrible Savior              | 2-10-1987              |
| 1.03 | Siege                        | 9-10-1987              |
| 1.04 | No Way Down                  | 16-10-1987             |
| 1.05 | Masques                      | 30-10-1987             |
| 1.06 | Beast Within                 | 6-11-1987              |
| 1.07 | Nor Iron Bars a Cage         | 13-11-1987             |
| 1.08 | Song of Orpheus              | 20-11-1987             |
| 1.09 | Dark Spirit                  | 27-11-1987             |
| 1.10 | A Children's Story           | 4-12-1987              |
| 1.11 | An Impossible Silence        | 18-12-1987             |
| 1.12 | Shades of Grey               | 8-1-1988               |
| 1.13 | China Moon                   | 15-1-1988              |
| 1.14 | The Alchemist                | 22-1-1988              |
| 1.15 | Temptation                   | 5-2-1988               |
| 1.16 | Promises of Someday          | 12-2-1988              |
| 1.17 | Down to a Sunless Sea        | 19-2-1988              |
| 1.18 | Fever                        | 26-2-1988              |
| 1.19 | Everything Is Everything     | 4-3-1988               |
| 1.20 | To Reign in Hell             | 18-3-1988              |
| 1.21 | Ozymandias                   | 1-4-1988               |
| 1.22 | A Happy Life                 | 8-4-1988               |

### Seizoen 2
| Nr.  | Titel aflevering           | Originele uitzenddatum |
| ---- | -------------------------- | ---------------------- |
| 2.01 | Chamber Music              | 18-11-1988             |
| 2.02 | Remember Love              | 25-11-1988             |
| 2.03 | Ashes, Ashes               | 2-12-1988              |
| 2.04 | Dead of Winter             | 9-12-1988              |
| 2.05 | God Bless the Child        | 16-12-1988             |
| 2.06 | Sticks and Stones          | 6-1-1989               |
| 2.07 | A Fair and Perfect Knight  | 13-1-1989              |
| 2.08 | Labyrinths                 | 20-1-1989              |
| 2.09 | Brothers                   | 3-2-1989               |
| 2.10 | A Gentle Rain              | 17-2-1989              |
| 2.11 | The Outsiders              | 24-2-1989              |
| 2.12 | Orphans                    | 6-3-1989               |
| 2.13 | Arabesque                  | 13-3-1989              |
| 2.14 | When the Blue Bird Sings   | 31-3-1989              |
| 2.15 | The Watcher                | 7-4-1989               |
| 2.16 | A Distant Shore            | 14-4-1989              |
| 2.17 | Trial                      | 21-4-1989              |
| 2.18 | A Kingdom By the Sea       | 28-4-1989              |
| 2.19 | The Hollow Men             | 5-5-1989               |
| 2.20 | What Rough Beast           | 12-5-1989              |
| 2.21 | In a Ceremony of Innocence | 19-5-1989              |
| 2.22 | The Rest is Silence        | 2-6-1989               |

### Seizoen 3
| Nr.  | Titel aflevering              | Originele uitzenddatum |
| ---- | ----------------------------- | ---------------------- |
| 3.01 | Though Lovers Be Lost, deel 1 | 12-12-1989             |
| 3.02 | Though Lovers Be Lost, deel 2 | 12-12-1989             |
| 3.03 | Walk Slowly                   | 13-12-1989             |
| 3.04 | Nevermore                     | 20-12-1989             |
| 3.05 | Snow                          | 27-12-1989             |
| 3.06 | Beggar's Comet                | 3-1-1990               |
| 3.07 | A Time To Heal                | 10-1-1990              |
| 3.08 | The Chimes At Midnight        | 17-1-1990              |
| 3.09 | Invictus                      | 24-1-1990              |
| 3.10 | In the Forests of the Night   | 21-7-1990              |
| 3.11 | The Reckoning                 | 28-7-1990              |
| 3.12 | Legacies                      | 4-8-1990               |